# アレファンドロ・ケサダ
- アレハンドロ・ケサダ

アレファンドロ・ディアス・ケサダ（Alejandro Díaz Quezada , 1978年7月9日 - ）は、ドミニカ共和国出身のプロ野球選手（外野手）。アメリカ球界での登録名は、アレファンドロ・ディアス（Alejandro Diaz）。

## 来歴・人物
1998年、カープアカデミーより広島東洋カープに入団。次第に頭角を現し、同年のフレッシュオールスターゲームで外国人史上初となる本塁打を放ち、3打点を挙げてMVPを獲得。豪快に振り回すバッティングスタイルながら確実性のある打撃が持ち味で、一軍出場は後半戦のみながらも活躍した。
シーズン終了後、メジャーリーグ行きを志望して退団。シンシナティ・レッズに移籍し、初のポスティングシステムによる移籍選手となった。メジャー昇格はならず、2Aが最高であった。
2007年のパンアメリカン競技大会にドミニカ代表に選出される。

## 詳細情報

### 年度別打撃成績
| 年 度     | 球 団     | 試 合 | 打 席 | 打 数 | 得 点 | 安 打 | 二 塁 打 | 三 塁 打 | 本 塁 打 | 塁 打 | 打 点 | 盗 塁 | 盗 塁 死 | 犠 打 | 犠 飛 | 四 球 | 敬 遠 | 死 球 | 三 振 | 併 殺 打 | 打 率 | 出 塁 率 | 長 打 率 | O P S |
| --------- | --------- | ----- | ----- | ----- | ----- | ----- | -------- | -------- | -------- | ----- | ----- | ----- | -------- | ----- | ----- | ----- | ----- | ----- | ----- | -------- | ----- | -------- | -------- | ----- |
| 1998      | 広島      | 34    | 63    | 61    | 8     | 19    | 1        | 0        | 3        | 29    | 9     | 0     | 0        | 0     | 0     | 2     | 0     | 0     | 14    | 1        | .311  | .333     | .475     | .809  |
| 通算：1年 | 通算：1年 | 34    | 63    | 61    | 8     | 19    | 1        | 0        | 3        | 29    | 9     | 0     | 0        | 0     | 0     | 2     | 0     | 0     | 14    | 1        | .311  | .333     | .475     | .809  |

### 記録
NPB
- 初出場・初先発出場：1998年6月20日、対横浜ベイスターズ12回戦（函館オーシャンスタジアム）、7番・中堅手で先発出場
- 初打席・初安打：同上、2回裏に野村弘樹から右前安打
- 初本塁打・初打点：1998年9月1日、対中日ドラゴンズ23回戦（広島市民球場）、7回裏に瀬戸輝信の代打で出場、川上憲伸から左中間へ2ラン

### 背番号
- 65 （1998年）